# Пастка для привидів
«Пастка на привидів» — кінофільм режисера Девіда Сміта, що вийшов на екрани в 2005 році.

## Зміст
Компанія молодих людей потрапляє в глуху місцевість, де знайомиться з вельми дивною, але неймовірно звабливою дівчиною. Та це не всі сюрпризи. Виявляється, їм не варто було чіпати старовинний годинник, який пробудив злих духів, здатних проникати у свідомість, потрапляти у сни і наяву демонструвати страшні картини, родом із минулих сторіч.

## Ролі
| Актор              | Роль |
| ------------------ | ---- |
| Біллі Пайпер       | -    |
| Люк Меблі          | -    |
| Сем Тротон         | -    |
| Емма Кетервуд      | -    |
| Алсу               | -    |
| Чіке Оконкво       | -    |
| Овіду Мейтсан      | -    |
| Кітт Сміт          | -    |
| Мируна Бірану Чету | -    |
| Оксана Моравек     | -    |

## Знімальна група
- Режисер — Девід Сміт
- Сценарист — Роен Кандаппа, Пол Фінч, Філ О'Ши
- Продюсер — Сьюзі Брукс-Сміт, Деніс Інголдсбі, Стів МакГуайр
- Композитор — Гай Флетчер